# Binh chủng Thông tin Liên lạc, Quân đội nhân dân Việt Nam
Binh chủng Thông tin Liên lạc là một binh chủng chuyên môn kỹ thuật của Quân đội nhân dân Việt Nam, thuộc Quân chủng Lục quân, có chức năng bảo đảm thông tin liên lạc cho hệ thống chỉ huy trong toàn quân

## Lịch sử hình thành
Binh chủng Thông tin Liên lạc có ngày truyền thống là ngày 9 tháng 9 năm 1945. Vào ngày 7 tháng 9, Phòng Thông tin Liên lạc quân sự được thành lập, do Hoàng Đạo Thúy làm Trưởng phòng.
Cục Thông tin Liên lạc được thành lập ngày 31 tháng 7 năm 1949 trên cơ sở Phòng Thông tin Liên lạc quân sự.
Bộ Tư lệnh Thông tin Liên lạc được thành lập ngày 31 tháng 1 năm 1968 trên cơ sở Cục Thông tin Liên lạc.

## Lãnh đạo hiện nay
- Tư lệnh: Thiếu tướng Vũ Viết Hoàng (sinh 1973)
- Chính ủy: Thiếu tướng Nguyễn Văn Trị (sinh 1968)
- Phó Tư lệnh kiêm Tham mưu trưởng: Đại tá Vũ Ngọc Khương (sinh 1973).
- Phó Tư lệnh Hậu cần - Kinh tế: Đại tá Nguyễn Hoài Nam (sinh 1974).
- Phó Tư lệnh Kỹ thuật: Đại tá Trần Đức Thọ (sinh 1969)
- Phó Chính uỷ: Đại tá Tô Hồng Quân (sinh 1972)

### Cơ quan trực thuộc
- Văn phòng
- Thanh tra
- Phòng Tài chính
- Phòng Khoa học Quân sự
- Cơ quan Điều tra hình sự
- Ban Quản lý dự án Tổng trạm thông tin cơ động
- Ban Quản lý dự án VINASAT
- Bộ Tham mưu
- Cục Chính trị
- Cục Hậu cần - Kỹ thuật[1]

## Đơn vị cơ sở trực thuộc
- Trường Sĩ quan Thông tin
- Trường Cao đẳng Kỹ thuật thông tin
- Lữ đoàn 132
- Lữ đoàn 134
- Lữ đoàn 139
- Lữ đoàn 205
- Lữ đoàn 596
- Trung tâm Kỹ thuật thông tin công nghệ cao
- Nhà máy Z755

## Khen thưởng[2]
- 2 lần được tuyên dương Anh hùng lực lượng vũ trang nhân dân (1976 và 2010);
- Huân chương Hồ Chí Minh (1979);
- Huân chương Sao vàng (2005)
- Huân chương Độc lập Hạng nhất (2015)
- 01 Huân chương Độc lập Hạng ba (Năm 2000)
- 03 Huân chương Quân công (hạng Nhất, Nhì, Ba)
- 09 Huân chương Chiến công
- Huân chương bảo vệ tổ quốc hạng nhất (2020)